# Stadland
Stadland es un municipio situado en el distrito de Wesermarsch, en el estado federado de Baja Sajonia (Alemania). Tiene una población estimada, a fines de marzo de 2024, de 7477 habitantes.